# Alex Riberas
Alex Riberas Bou (Barcelona, España, 27 de enero de 1994) es un piloto de automovilismo español especializado en las categorías de GTs y resistencia. Fue subcampeón de la Asian Le Mans Series en 2017 y de Blancpain GT Series - Sprint en 2018. Destaca su victoria en las 12 horas de Sebring de 2015 en la categoría GTD y la segunda posición en las 24 Horas de Dubái de 2022 y las 12 Horas de Bathurst de 2024. En 2020 se anunció como piloto oficial de Aston Martin / The Heart Of Racing en el IMSA SportsCar Championship, también disputando el Campeonato Mundial de Resistencia de la FIA desde 2023. En 2025 dio el salto con el Aston Martin Valkyrie #09 a la categoría Le Mans Hypercar.

## Trayectoria

### Karting
Alex comenzó su carrera en 2006 en el Campeonato de Cataluña de karting disputando alguna de sus carreras. En el 2007 debuta en categoría cadete con OKS escudería Osona y lo hace con una victoria en el circuito de El Vendrell en el campeonato de Cataluña, logrando el subcampeonato. En el 2008 compitió en la categoría KF3 con el equipo Top Kart Oficial de fábrica y empezó su aprendizaje por los circuitos internacionales. Queda cuarto del campeonato catalán con 4 podios y undécimo en la copa de Campeones. 
En el 2009 consiguió su primera beca del Programa de Jóvenes Pilotos del Circuit de Catalunya y disputó la categoría KF2 con el Maddox Racing Team logrando la clasificación del Campeonato Europeo. En el 2010 repite categoría, esta vez con Sport kart, y en las primeras carreras de las WSK Euro Series.

### Fórmula Renault

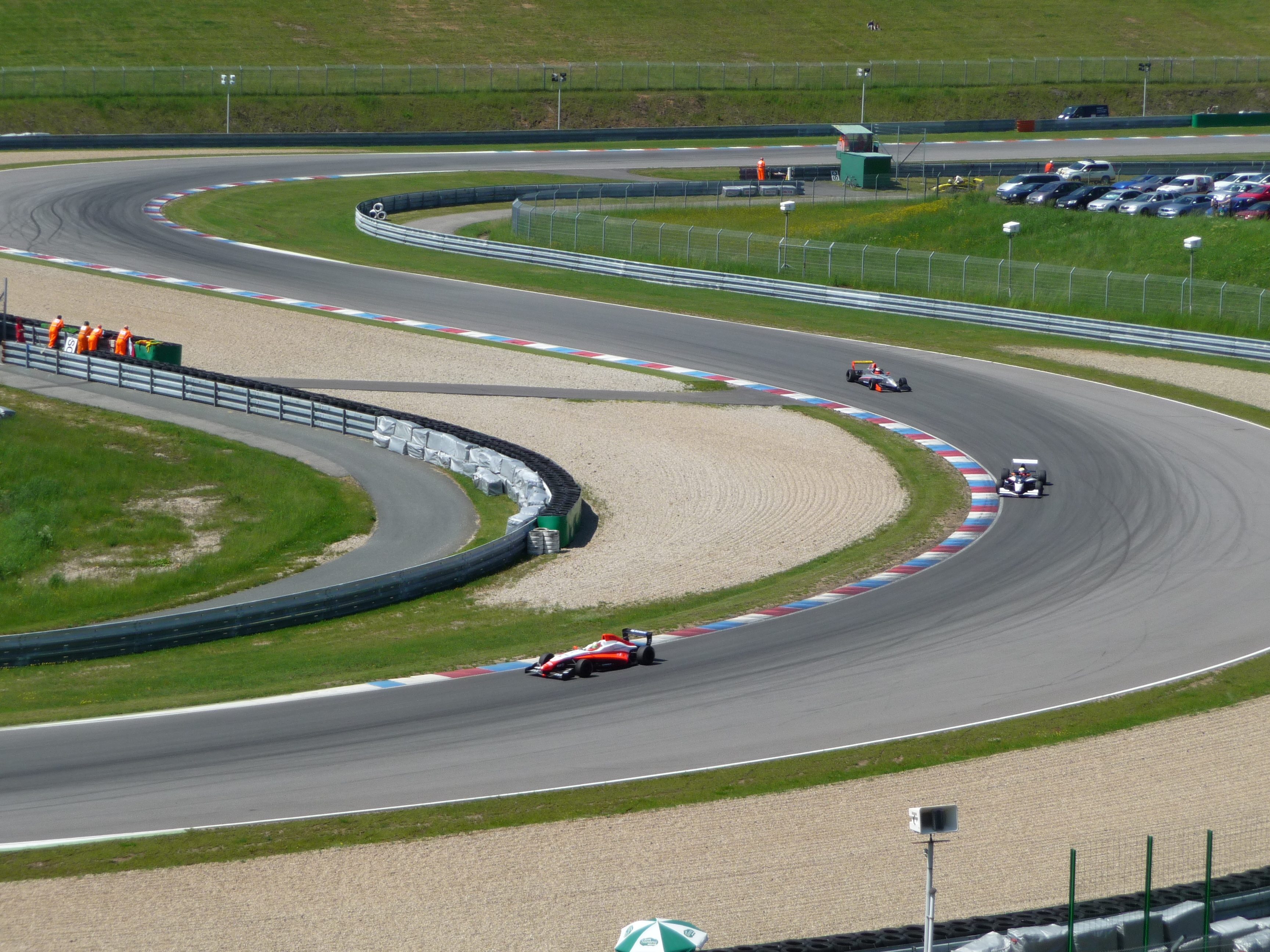
Riberas (2.º coche) en Brno con Epsilon Euskadi (2010)

En 2010 hizo su debut en los monoplazas en la Eurocopa Fórmula Renault 2.0. Durante sus dos primeros años de andanza estuvo unido a la escudería Epsilon Euskadi. El español sumó puntos en la mayoría de las carreras y en las de Masaryk Circuit y Circuit de Catalunya logró subir al podio ubicándose segundo y tercero respectivamente. Los puntos anotados lo ubicaron en la octava posición final. Alex también hizo una aparición única en la Copa de Europa del Norte de Fórmula Renault 2.0. En el circuito de Spa-Francorchamps en Bélgica, partió desde la pole position en la primera carrera, mientras que en la tercera carrera se situó en el escalón más bajo del podio. Terminó la competencia en el puesto 21.
En su segunda temporada, Riberas terminó entre los tres primeros tres veces, y en la última carrera del calendario (en el Circuit de Catalunya) logró la primera victoria de su carrera (después de salir desde la primera posición). Terminó la competencia en el sexto lugar. Hizo también un gran trabajo en la edición alpina, participando en las rondas de Bélgica y Austria, ganó las dos carreras de la primera ronda, mientras que en la segunda sumó puntos en la primera carrera finalizando quinto (en ambas pistas registró una vuelta rápida). Los puntos anotados le situaron en la 15.ª posición.
En 2012 se trasladó al equipo alemán de Josef Kaufmann. Anotó 62 puntos, logrando su mejor desempeño en la ronda de cierre de temporada en Cataluña, donde terminó cuarto y quinto (marcó el tiempo de vuelta más rápido en la segunda largada). Finalmente, terminó el campeonato en el noveno lugar. Riberas volvió a hacer algunas carreras en la edición NEC. Tras disputar tres pruebas, su mejor actuación la tuvo en el circuito de Assen, donde, tras ganar las dos sesiones clasificatorias, ganó una carrera y acabó sexto en la otra. Gracias a los puntos obtenidos, finalizó la competición en el puesto 15.

### GTs

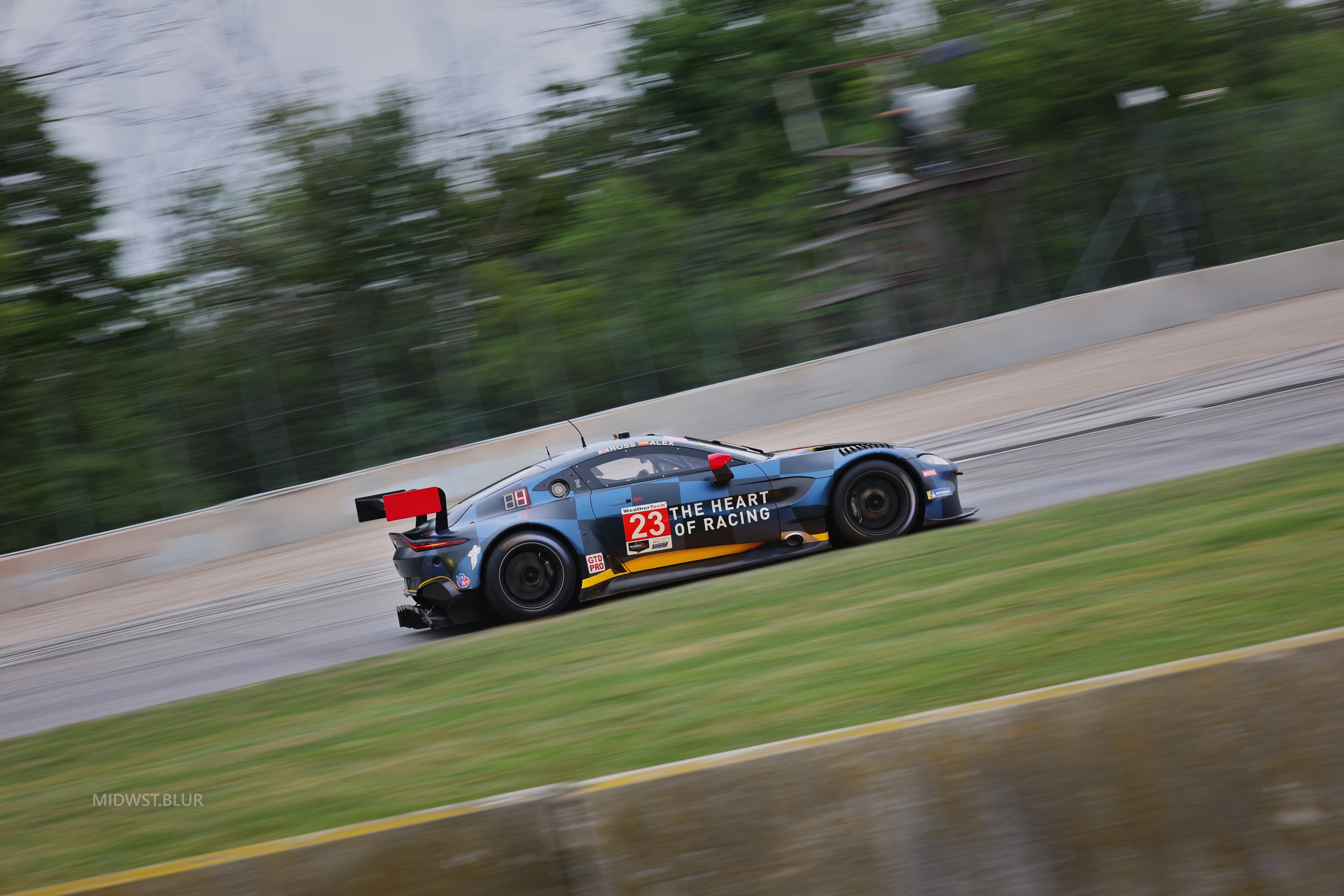
Alex Riberas en Road America en 2022

En 2013, Riberas consigue ser uno de los dos elegidos por Porsche para entrar a formar parte del Junior Programme de la marca alemana, y pasó a la serie alemana Porsche Carrera Cup, logrando una pole position y un podio, terminando undécimo. En 2014 y como piloto oficial Porsche, Riberas compitió en la serie Porsche Supercup y terminó duodécimo. Ese mismo año compitió en las ADAC GT Masters y debutó a lo grande en las carreras de resistencia, participando en las 24 Horas de Daytona, las 12 Horas de Sebring y las 24 Horas de Dubái. En 2015 repitió programa, logrando una victoria y tres podios en la Porsche Supercup para finalizar quinto, siendo la primera victoria española lograda en dicha competición. En la Porsche Carrera Cup Alemana y también terminó quinto.
En 2016 abandona temporalmente Europa para centrarse en la United Sports Car Championship, donde termina quinto en la categoría GT Daytona con su compañero Mario Farnbacher, logrando una victoria en Monterrey. A final de temporada disputa la Asian Le Mans Series con un Ferrari 488 GT3, logrando ser subcampeón del certamen en la clase GT.
En 2018 ficha por Audi para disputar la Blancpain completa y otras carreras de resistencia europeas, queda subcampeón en el campeonato Sprint con 3 victorias y séptimo en la endurance con una. En 2019 solamente disputó las carreras de la Endurance y volvió a disputar algunas de las carreras del SportsCar Championship, el cual volvió a disputar a tiempo completo en 2022, quedando cuarto con el equipo de Aston Martin, una posición por detrás en la general del gran piloto español conocedor de esta serie, Antonio García.
En 2023 repite programa y repite número de victorias en el IMSA, aunque logrando un podio menos que en el 2022, que dejaron a su GT quinto en la clasificación final del campeonato. Paralelamente, hizo su debut en el Campeonato Mundial de Resistencia de la FIA después de que el equipo Heart of Racing se hiciera cargo de la entrada que dejó vacante Northwest AMR. Esto incluyó su debut en las 24 Horas de Le Mans, donde terminó sexto en su clase. En 2024 vuelve a repetir, disputando por primera vez las 12 Horas de Bathurst donde termina segundo en su clase y décimo general. Este año prioriza la temporada europea por lo que se pierde dos carreras durante la temporada de la IMSA que le evitan pelear por el campeonato. Su compañero si compite en esas dos carreras y termina subcampeón de la GTD Pro, escapándosele el título por 5 puntos. En Europa Riberas termina quinto e LMP3 con los mismos compañeros que la temporada anterior, logrando dos segundos puestos y una victoria en el COTA.

## Resumen de trayectoria
| Temporada | Series                                                 | Escudería                      | Carreras     | Victorias    | Poles        | VR           | Podios       | Puntos       | Pos.         |
| --------- | ------------------------------------------------------ | ------------------------------ | ------------ | ------------ | ------------ | ------------ | ------------ | ------------ | ------------ |
| 2010      | Eurocopa Fórmula Renault 2.0                           | Epsilon Euskadi                | 16           | 0            | 0            | 0            | 2            | 55           | 8.º          |
| 2010      | Fórmula Renault 2.0 NEC                                | Epsilon Euskadi                | 3            | 0            | 1            | 0            | 1            | 46           | 21.º         |
| 2010      | Fórmula Renault 2.0 Británica                          | Epsilon Euskadi                | 2            | 0            | 0            | 1            | 0            | 14           | 26.º         |
| 2011      | Eurocopa Fórmula Renault 2.0                           | EPIC Racing                    | 14           | 1            | 1            | 1            | 3            | 82           | 6.º          |
| 2011      | Fórmula Renault 2.0 Alpes                              | EPIC Racing                    | 4            | 2            | 0            | 1            | 2            | 88           | 15.º         |
| 2012      | Eurocopa Fórmula Renault 2.0                           | Josef Kaufmann Racing          | 14           | 0            | 0            | 2            | 0            | 62           | 9.º          |
| 2012      | Fórmula Renault 2.0 NEC                                | Josef Kaufmann Racing          | 7            | 1            | 1            | 0            | 1            | 97           | 15.º         |
| 2012      | European F3 Open                                       | EmiliodeVillota Motorsport     | 2            | 0            | 0            | 0            | 0            | Invitado     | Invitado     |
| 2013      | Copa Porsche Carrera Alemania                          | Attempto by Motorvision        | 15           | 0            | 1            | 1            | 1            | 85           | 11.º         |
| 2014      | Porsche Supercup                                       | Attempto Racing                | 10           | 0            | 0            | 0            | 0            | 43           | 12.º         |
| 2014      | Copa Porsche Carrera Alemania                          | Attempto Racing                | 17           | 0            | 1            | 0            | 2            | 114          | 9.º          |
| 2014      | ADAC GT Masters                                        | Farnbacher Racing              | 2            | 0            | 0            | 0            | 0            | Invitado     | Invitado     |
| 2014      | United Sports Car Championship - GTD                   | Alex Job Racing / Team Seattle | 3            | 0            | 0            | 1            | 1            | 77           | 33.º         |
| 2015      | Porsche Supercup                                       | The Heart of Racing by Lechner | 10           | 1            | 0            | 3            | 3            | 122          | 5.º          |
| 2015      | Copa Porsche Carrera Alemania - Clase A                | Attemto Racing by Häring       | 17           | 0            | 0            | 2            | 3            | 147          | 5.º          |
| 2015      | United Sports Car Championship - GTD                   | Alex Job Racing / Team Seattle | 3            | 1            | 0            | 0            | 1            | 62           | 24.º         |
| 2015      | NGK Racing Series - Class 3 GTA                        |                                | 2            | 1            | 1            | 0            | 2            | Invitado     | Invitado     |
| 2015      | VLN Endurance - CUP2                                   | Lechner Racing Team            | 1            | 0            | 0            | 0            | 1            | 7            | -            |
| 2016      | United Sports Car Championship - GTD                   | Alex Job Racing / Team Seattle | 11           | 1            | 4            | 1            | 2            | 285          | 5.º          |
| 2016-17   | Asian Le Mans Series                                   | DH Racing                      | 4            | 1            | 1            | 1            | 2            | 54           | 2.º          |
| 2017      | Pirelli World Challenge - GT Sprint                    | R. Ferri Motorsport            | 3            | 0            | 0            | 2            | 1            | 54           | 15.º         |
| 2018      | Blancpain GT Series - Sprint Cup Pro                   | Belgian Audi Club Team WRT     | 10           | 3            | 0            | 0            | 6            | 90,5         | 2.º          |
| 2018      | Blancpain GT Series Endurance Cup - Pro                | Belgian Audi Club Team WRT     | 5            | 1            | 0            | 0            | 1            | 37           | 7.º          |
| 2018      | Intercontinental GT Challenge                          | Belgian Audi Club Team WRT     | 2            | 0            | 0            | 0            | 0            | 10           | 20.º         |
| 2018      | ADAC GT Masters                                        | Montaplast by Land-Motorsport  | 2            | 0            | 0            | 0            | 0            | 5            | 38.º         |
| 2019      | Blancpain GT Series Endurance Cup - Pro                | Belgian Audi Club Team WRT     | 5            | 0            | 0            | 0            | 1            | 15           | 17.º         |
| 2019      | WeatherTech SportsCar Championship - GTD               | Moorespeed                     | 3            | 0            | 0            | 0            | 0            | 59           | 38.º         |
| 2020      | 3 Horas de Nueva Zelanda                               | ?                              |              |              |              |              |              |              | 1.º          |
| 2021      | WeatherTech SportsCar Championship - GTD               | Heart of Racing Team           | 3            | 0            | 0            | 0            | 0            | 669          | 33.º         |
| 2022      | WeatherTech SportsCar Championship - GTD Pro           | Heart of Racing Team           | 11           | 2            | 0            | 1            | 4            | 3103         | 4.º          |
| 2022      | 24 Horas de Spa                                        | Heart of Racing Team           |              |              |              |              |              |              | 38.º         |
| 2023      | WeatherTech SportsCar Championship - GTD Pro           | Heart of Racing Team           | 11           | 2            | 0            | 0            | 3            | 3427         | 5.º          |
| 2023      | Campeonato Mundial de Resistencia de la FIA - GTE Am   | NorthWest AMR                  | 4            | 0            | 0            | 0            | 1            | 51           | 9.º          |
| 2024      | 12 Horas de Bathurst                                   | Heart of Racing by SPS         |              |              |              |              |              |              | 10.º         |
| 2024      | IMSA SportsCar Championship - GTD Pro                  | Heart of Racing Team           | 8            | 1            | 0            | 2            | 5            | 2558         | 9.º          |
| 2024      | Campeonato Mundial de Resistencia de la FIA - LMGT3    | Heart of Racing Team           | 8            | 1            | 1            | 0            | 3            | 83           | 5.º          |
| 2025      | Campeonato Mundial de Resistencia de la FIA - Hypercar | Aston Martin THOR Team         | Disputándose | Disputándose | Disputándose | Disputándose | Disputándose | Disputándose | Disputándose |
| Fuentes:  |                                                        |                                |              |              |              |              |              |              |              |

## Resultados

### 24 Horas de Daytona
| Año  | Equipo                       | Copilotos                                    | Automóvil                    | Clase   | Vueltas | Pos. | Pos. Clase |
| ---- | ---------------------------- | -------------------------------------------- | ---------------------------- | ------- | ------- | ---- | ---------- |
| 2014 | Team Seattle/Alex Job Racing | Ian James Mario Farnbacher Marco Holzer      | Porsche 911 GT America       | GTD     | 639     | 34.º | 15.º       |
| 2015 | Team Seattle/Alex Job Racing | Ian James Mario Farnbacher                   | Porsche 911 GT America       | GTD     | 233     | DNF  | DNF        |
| 2016 | Team Seattle/Alex Job Racing | Ian James Mario Farnbacher Wolf Henzler      | Porsche 911 GT3 R            | GTD     | 700     | 22.º | 8.º        |
| 2019 | Moorespeed                   | Andrew Davis Will Hardeman Markus Winkelhock | Audi R8 LMS                  | GTD     | 555     | 31.º | 12.º       |
| 2020 | The Heart of Racing          | Roman De Angelis Ian James Nicki Thiim       | Aston Martin Vantage AMR GT3 | GTD     | 155     | DNF  | DNF        |
| 2022 | The Heart of Racing          | Ross Gunn Maxime Martin                      | Aston Martin Vantage AMR GT3 | GTD Pro | 103     | DNF  | DNF        |
| 2023 | Heart of Racing Team         | David Pittard Ross Gunn                      | Aston Martin Vantage AMR GT3 | GTD Pro | 716     | 36.º | 7.º        |
| 2024 | Heart of Racing Team         | Mario Farnbacher Ross Gunn                   | Aston Martin Vantage AMR GT3 | GTD Pro | 727     | 29.º | 4.º        |
| 2025 | The Heart of Racing          | Roman De Angelis Ross Gunn Marco Sørensen    | Aston Martin Vantage AMR GT3 | GTD Pro | 217     | DNF  | DNF        |

### 24 Horas de Dubái
| Año  | Equipo               | Copilotos                                                            | Automóvil                    | Clase  | Vueltas | Pos. | Pos. Clase |
| ---- | -------------------- | -------------------------------------------------------------------- | ---------------------------- | ------ | ------- | ---- | ---------- |
| 2014 | Attempto Racing      | Bernd Kleinbach Andreas Liehm Johannes Waimer Arkin Aka              | Porsche 911 GT America       | A6-Pro | 305     | 65.º | 14.º       |
| 2018 | Attempto Racing      | Clemens Schmid Pieter Schothorst Steijn Schothorst Edward L. Brauner | Lamborghini Huracán GT3      | A6-Pro | 403     | NF   | NF         |
| 2022 | Heart of Racing Team | Roman De Angelis Ian James Gray Newell                               | Aston Martin Vantage AMR GT4 | GT4    | 547     | 31.º | 2.º        |

### 24 Horas de Le Mans
| Año     | Equipo                 | Copilotos                       | Automóvil                        | Clase    | Vueltas | Pos. | Pos. Clase |
| ------- | ---------------------- | ------------------------------- | -------------------------------- | -------- | ------- | ---- | ---------- |
| 2023    | NorthWest AMR          | Ian James Daniel Mancinelli     | Aston Martin Vantage             | LMGTE Am | 310     | 33.º | 6.º        |
| 2024    | Heart of Racing Team   | Ian James Daniel Mancinelli     | Aston Martin Vantage AMR GT3 Evo | LMGTE Am | 196     | DNF  | DNF        |
| 2025    | Aston Martin THOR Team | Roman De Angelis Marco Sørensen | Aston Martin Valkyrie AMR-LMH    | Hypercar | 383     | 12.º | 12.º       |
| Fuente: |                        |                                 |                                  |          |         |      |            |

### FIA WEC
| Año  | Escudería            | Clase  | Chasis                   | Motor                            | 1   | 2   | 3   | 4   | 5   | 6   | 7   | 8   | Pos. | Pts. | Ref.   |
| ---- | -------------------- | ------ | ------------------------ | -------------------------------- | --- | --- | --- | --- | --- | --- | --- | --- | ---- | ---- | ------ |
| 2023 | Northwest AMR        | GTE Am | Aston Martin Vantage AMR | Aston Martin M177 4.0 L Turbo V8 | SEB | POR | SPA | LMS | MNZ | FUJ | BHR |     | 9.º  | 51   |        |
| 2023 | Northwest AMR        | GTE Am | Aston Martin Vantage AMR | Aston Martin M177 4.0 L Turbo V8 |     |     | 7   | 6   |     | 7   | 3   |     | 9.º  | 51   |        |
| 2024 | Heart of Racing Team | LMGT3  | Aston Martin Vantage AMR | Aston Martin M177 4.0 L Turbo V8 | QAT | IMO | SPA | LMS | SÃO | COA | FUJ | BHR | 5.º  | 83   | [ 22 ] |
| 2024 | Heart of Racing Team | LMGT3  | Aston Martin Vantage AMR | Aston Martin M177 4.0 L Turbo V8 | 2   | 5   | 11  | Ret | 2   | 1   | 9   | 11  | 5.º  | 83   | [ 22 ] |

### 24 Horas de Spa-Francorchamps
| Año  | Equipo              | Copilotos                       | Automóvil                    | Clase | Vueltas | Pos. | Pos. Clase |
| ---- | ------------------- | ------------------------------- | ---------------------------- | ----- | ------- | ---- | ---------- |
| 2018 | Audi Sport Team WRT | Christopher Mies Dries Vanthoor | Audi R8 LMS                  | Pro   | 456     | 40.º | 21.º       |
| 2019 | Audi Sport Team WRT | Dries Vanthoor Frank Stippler   | Audi R8 LMS                  | Pro   | 358     | 25.º | 21.º       |
| 2022 | Heart of Racing     | Charlie Eastwood Ross Gunn      | Aston Martin Vantage AMR GT3 | Pro   | 497     | 38.º | 17.º       |

### 12 Horas de Sebring
| Año  | Equipo                       | Copilotos                  | Automóvil                        | Clase   | Vueltas | Pos. | Pos. Clase |
| ---- | ---------------------------- | -------------------------- | -------------------------------- | ------- | ------- | ---- | ---------- |
| 2015 | Team Seattle/Alex Job Racing | Ian James Mario Farnbacher | Porsche 911 GT America           | GTD     | 318     | 15.º | 1.º        |
| 2016 | Team Seattle/Alex Job Racing | Ian James Mario Farnbacher | Porsche 911 GT America           | GTD     | 229     | 25.º | 4.º        |
| 2019 | Moorespeed                   | Will Hardeman Andrew Davis | Audi R8 LMS GT3                  | GTD     | 174     | DNF  | DNF        |
| 2022 | Heart of Racing              | Ross Gunn Maxime Martin    | Aston Martin Vantage AMR GT3     | GTD Pro | 230     | DNF  | DNF        |
| 2023 | Heart of Racing              | Ross Gunn David Pittard    | Aston Martin Vantage AMR GT3     | GTD Pro | 297     | 37.º | 8.º        |
| 2024 | Heart of Racing              | Ross Gunn Mario Farnbacher | Aston Martin Vantage AMR GT3 Evo | GTD Pro | 316     | 24.º | 5.º        |
| 2025 | Aston Martin THOR Team       | Ross Gunn Roman De Angelis | Aston Martin Valkyrie            | GTP     | 351     | 9.º  | 9.º        |

### 12 Horas de Bathurst
| Año  | Equipo          | Copilotos           | Automóvil            | Clase  | Vueltas | Pos. | Pos. Clase |
| ---- | --------------- | ------------------- | -------------------- | ------ | ------- | ---- | ---------- |
| 2024 | Heart of Racing | Ian James Ross Gunn | Mercedes-AMG GT3 Evo | Pro-Am | 274     | 10.º | 2.º        |